# Robert Iger
Robert A. "Bob" Iger (* 10. února 1951) je americký podnikatel a současný předseda představenstva a generální ředitel (CEO) společnosti The Walt Disney Company. V roce 2000 byl jmenován prezidentem společnosti Disney a v roce 2005 nahradil také Michaela Eisnera na pozici generálního ředitele po úspěšné snaze Roye E, Disneyho obměnit vedení společnosti. V roce 2006 dohlížel na akvizici filmového studia Pixar, která následovala po období napjatých vztahů se studiem. V roce 2009 vedl společnost Disney při nákupu Marvel Entertainment a v roce 2012 při koupi společnosti Lucasfilm, což vedlo k dalšímu rozšíření působnosti The Walt Disney Company na zábavním trhu.